# Osny
Osny [oni]  est une commune du Val-d'Oise, région Île-de-France, traversée par la Viosne et un autre bras de celle-ci nommé « la Couleuvre ». Ses habitants se nomment les Osnyssois et Osnyssoises.
Village du Vexin français, la commune a connu une importante poussée démographique à partir des années 1970, consécutive à son incorporation dans la ville nouvelle de Cergy-Pontoise, ainsi qu'une urbanisation rapide. Il existe néanmoins encore aujourd'hui de très vastes champs sur le territoire de la commune.
Lieu de séjour des peintres impressionnistes et post-impressionnistes Camille Pissarro, Paul Gauguin et surtout Georges William Thornley, elle conserve un patrimoine historique assez remarquable.

## Géographie

### Localisation
Osny est une ville du Vexin français, entourée de Pontoise à l'est, Cergy au sud, Puiseux-Pontoise et Boissy-l'Aillerie à l'Ouest, Génicourt et Ennery au nord, Osny compte près de 16 000 habitants concentrés surtout autour du vieux village rue Aristide-Briand, traversé par l'ancienne route de Paris à Rouen et du parc d'activité des Beaux-Soleils.
Avec sa superficie totale de 12,52 km2, Osny possède le territoire le plus étendu de l'agglomération de Cergy-Pontoise ; cela lui permet de conserver une activité agricole encore importante malgré son urbanisation rapide.

### Communes limitrophes
| Génicourt         | Livilliers | Ennery   |
| Boissy-l'Aillerie | Osny       | Pontoise |
| Puiseux-Pontoise  | Cergy      |          |

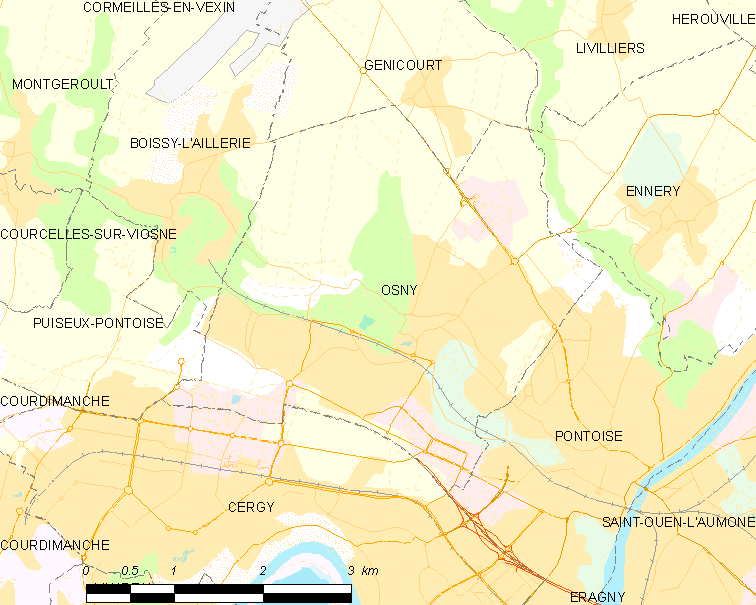
Carte de la commune.
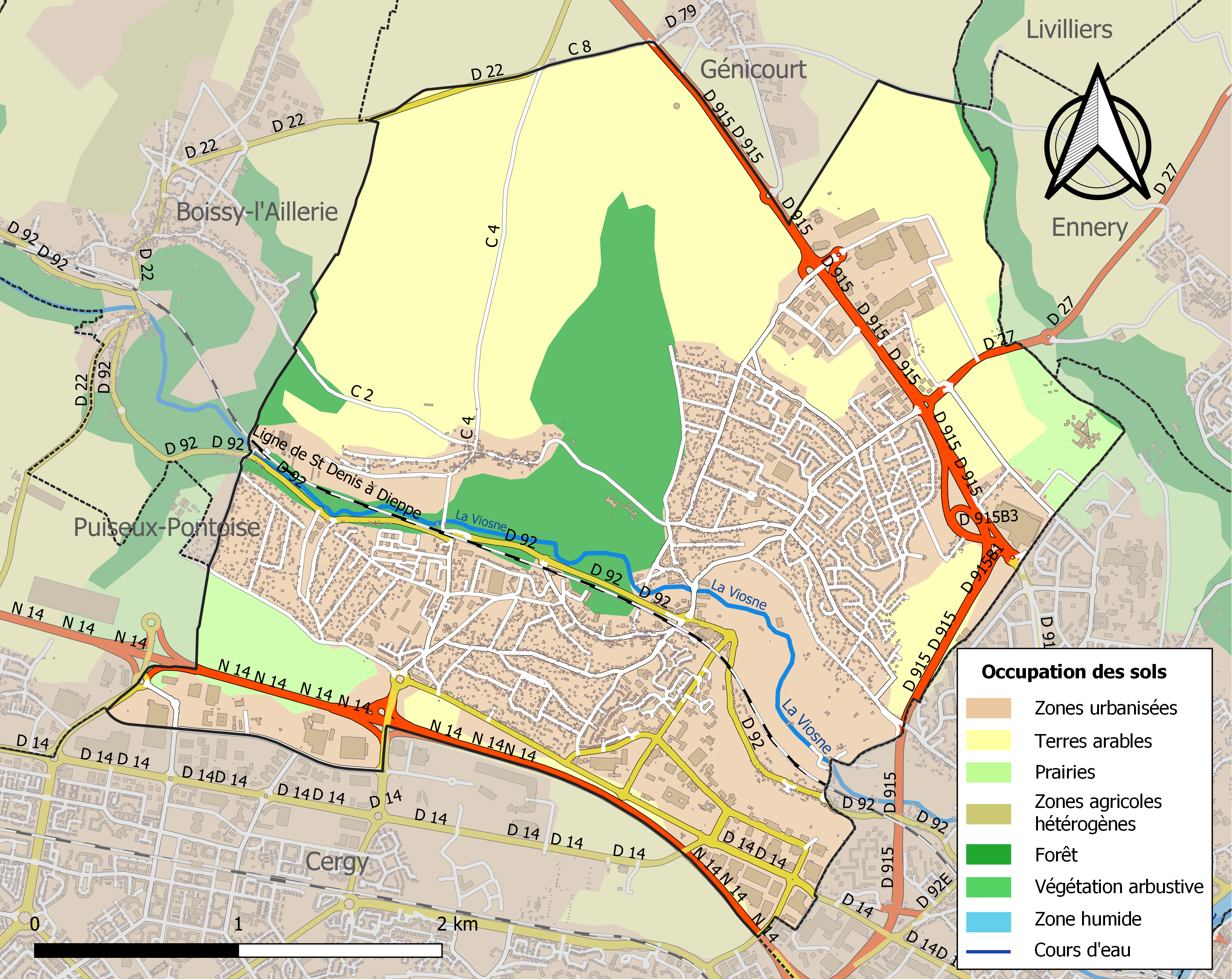
Occupation des sols

### Climat
Pour des articles plus généraux, voir Climat de l'Île-de-France et Climat du Val-d'Oise.
En 2010, le climat de la commune est de type climat océanique dégradé des plaines du Centre et du Nord, selon une étude du CNRS s'appuyant sur une série de données couvrant la période 1971-2000. En 2020, Météo-France publie une typologie des climats de la France métropolitaine dans laquelle la commune est exposée à un climat océanique et est dans la région climatique Sud-ouest du bassin Parisien, caractérisée par une faible pluviométrie, notamment au printemps (120 à 150 mm) et un hiver froid (3,5 °C).
Pour la période 1971-2000, la température annuelle moyenne est de 11,5 °C, avec une amplitude thermique annuelle de 15,1 °C. Le cumul annuel moyen de précipitations est de 670 mm, avec 10,2 jours de précipitations en janvier et 7,7 jours en juillet. Pour la période 1991-2020, la température moyenne annuelle observée sur la station météorologique la plus proche, située sur la commune de Boissy-l'Aillerie à 2 km à vol d'oiseau, est de 11,2 °C et le cumul annuel moyen de précipitations est de 635,8 mm,. Pour l'avenir, les paramètres climatiques de la commune estimés pour 2050 selon différents scénarios d'émission de gaz à effet de serre sont consultables sur un site dédié publié par Météo-France en novembre 2022.
| Mois                                  | jan.             | fév.           | mars           | avril           | mai           | juin          | jui.          | août          | sep.            | oct.          | nov.             | déc.           | année      |
| ------------------------------------- | ---------------- | -------------- | -------------- | --------------- | ------------- | ------------- | ------------- | ------------- | --------------- | ------------- | ---------------- | -------------- | ---------- |
| Température minimale moyenne (°C)     | 1,6              | 1,4            | 3,2            | 4,8             | 8,2           | 11            | 12,9          | 12,8          | 10              | 7,7           | 4,4              | 2,1            | 6,7        |
| Température moyenne (°C)              | 4,3              | 4,8            | 7,6            | 10,2            | 13,6          | 16,7          | 18,9          | 18,8          | 15,5            | 11,9          | 7,5              | 4,7            | 11,2       |
| Température maximale moyenne (°C)     | 7                | 8,2            | 12             | 15,6            | 19            | 22,3          | 24,9          | 24,9          | 21              | 16            | 10,7             | 7,4            | 15,8       |
| Record de froid (°C) date du record   | −17,8 17.01.1985 | −15,4 07.02.12 | −11,1 13.03.13 | −4,6 12.04.1986 | −1,6 06.05.19 | 1 05.06.1991  | 4 01.07.1960  | 3,1 26.08.18  | −0,6 20.09.1952 | −5,2 28.10.03 | −10,2 24.11.1998 | −16 07.12.1969 | −17,8 1985 |
| Record de chaleur (°C) date du record | 15,5 05.01.1999  | 20 27.02.19    | 25,6 31.03.21  | 29,3 18.04.1949 | 32,5 27.05.05 | 37,1 27.06.11 | 41,6 25.07.19 | 39,2 12.08.03 | 35,5 08.09.23   | 28,8 01.10.11 | 21,7 01.11.14    | 17,4 07.12.00  | 41,6 2019  |
| Précipitations (mm)                   | 54,1             | 45,9           | 46,9           | 43,9            | 59,8          | 50,2          | 51,6          | 55,4          | 46,7            | 58,2          | 54,8             | 68,3           | 635,8      |

## Urbanisme

### Typologie
Au 1er janvier 2024, Osny est catégorisée grand centre urbain, selon la nouvelle grille communale de densité à sept niveaux définie par l'Insee en 2022.
Elle appartient à l'unité urbaine de Paris, une agglomération inter-départementale regroupant 407  communes, dont elle est une commune de la banlieue,,. Par ailleurs la commune fait partie de l'aire d'attraction de Paris, dont elle est une commune du pôle principal,. Cette aire regroupe 1 929 communes,.

### Morphologie urbaine
Le vieux village, la gare, les quartiers de la Ravinière, du Vauvarois et du Val de Viosne (ex-Moulinard) (cités), qui doivent leurs noms à d'anciens termes locaux, constituent l'essentiel des lotissements de la commune au Sud.
Le Nord est composé de quartiers pavillonnaires, de terres agricoles et de zones boisées qui représentent la moitié du territoire.
À la suite du développement de la RD 915 et du viaduc sur la vallée de la Viosne à Pontoise, il existe en outre sur le Nord du territoire communal deux importantes zones commerciales :l'Oseraie et la Croix Saint-Siméon ainsi qu'un pôle médical majeur centré sur la clinique Sainte-Marie dont le déménagement depuis Pontoise a été réalisé en août 2005.

### Habitat et logement
En 2019, le nombre total de logements dans la commune était de 6 598, alors qu'il était de 5 802 en 2014 et de 5 550 en 2009.
Parmi ces logements, 93,7 % étaient des résidences principales, 1,5 % des résidences secondaires et 4,8 % des logements vacants. Ces logements étaient pour 60,4 % d'entre eux des maisons individuelles et pour 38,9 % des appartements.
Le tableau ci-dessous présente la typologie des logements à Osny en 2019 en comparaison avec celle du Val-d'Oise et de la France entière. Une caractéristique marquante du parc de logements est ainsi une proportion de résidences secondaires et logements occasionnels (1,5 %) supérieure à celle du département (1,3 %) mais inférieure à celle de la France entière (9,7 %). Concernant le statut d'occupation de ces logements, 66,3 % des habitants de la commune sont propriétaires de leur logement (71 % en 2014), contre 55,9 % pour le Val-d'Oise et 57,5 pour la France entière.
| Typologie                                        | Osny  | Val-d'Oise | France entière |
| ------------------------------------------------ | ----- | ---------- | -------------- |
| Résidences principales                           | 93,7% | 92,6%      | 82,1%          |
| Résidences secondaires et logements occasionnels | 1,5%  | 1,3%       | 9,7%           |
| Logements vacants                                | 4,8%  | 6%         | 8,2%           |

### Voies de communication et transports

#### Réseau routier

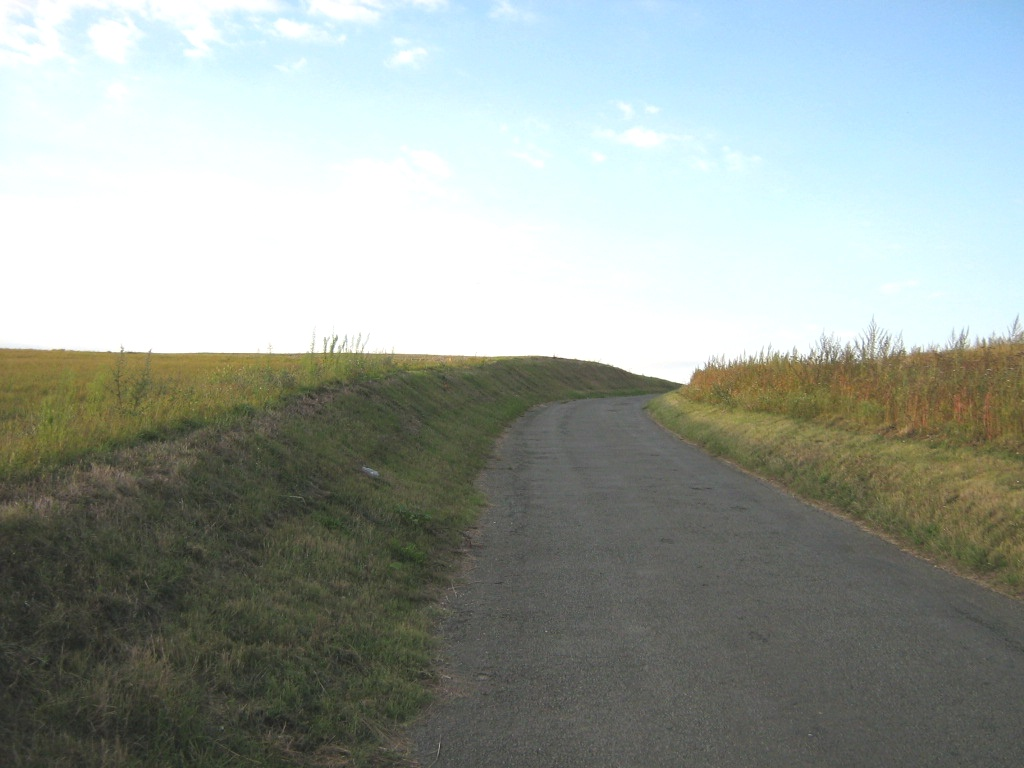
Chemin d'Immarmont, au Nord de la commune, vers Génicourt.

Les voies routières les plus importantes en trafic qui traversent la commune sont l'autoroute A15 au Sud, à deux fois deux voies, et l'ancienne RN 15 (actuelle RD 915), au nord, également à deux fois deux voies. Osny est par ailleurs traversée par la ligne de chemin de fer Paris Saint-Lazare - Pontoise - Gisors, au trafic assez modéré.
Ces différentes infrastructures terrestres ont un impact assez élevé en termes de pollution sonore selon la réglementation. Les principales voies routières du centre-ville au trafic peu soutenu sont classées en catégorie 4 ou 5, de niveau modéré. La voie ferrée est classée en catégorie 4. En revanche, la D 915 est classée en catégorie 2 (élevée) et l'autoroute A15 est classée en catégorie 1, le plus élevé. Cependant ces infrastructures se situent pour l'essentiel à distance des zones habitées.

#### Transports en commun
- Gare d'Osny, desservie par le Transilien J depuis la gare Saint-Lazare à Paris
- Réseau de bus Cergy-Pontoise Confluence par les lignes 35, 43, 44, 57 et 60.

## Toponymie
Attestée sous les formes:
- Alnidum en 832
- Oeniacum en 1069
- Œneium en 1151
- Oeni, Oeny en 1099
- Œny en 1120
- Œniacum en 1124
- Ooniacum en 1144
- Oenium, Oenitum en 1150
- Œneium en 1151
- Oeni en 1160
- Œniacum en 1190
- Oeniacum en 1198
- Oony en 1212
- Oniacum en 1230
- Ooniacum en 1236
- Ooni, Oni en 1282
- Aulni, Augny, Aosny en 1500[15]

Il s'agit d'un type toponymique gaulois ou gallo-roman en -(i)acum, suffixe locatif à l'origine, ayant plus tardivement désigné la propriété.
Le premier élément Osn- est obscur, en tout cas, le s graphique apparu tardivement sert à marquer la fermeture et l'allongement de la voyelle o (on prononce d'ailleurs « ôni »). L'existence de cette voyelle redoublée dans les plus anciennes formes, doit résulter de l'amuïssement d'une consonne intervocalique difficile à déterminer.
Ernest Nègre propose l'anthroponyme germanique Audenus, répertorié par Marie-Thérèse Morlet, mais il se base sur la seule forme Oeny de 1099. La présence de noms de personnes germaniques dans les formations en -(i)acum est par ailleurs avérée dans le Nord de la Gaule.

## Histoire

### Préhistoire
Les plus anciennes traces d'habitation à Osny se situent surtout sur les terres d'Immarmont, où des bifaces ont été retrouvés proches les uns des autres, validant la thèse d'une implantation préhistorique. Des poteries ainsi que des mégalithes montrent quant à eux la sédentarisation des hommes préhistoriques à Osny[réf. nécessaire].

### Antiquité
Sous la domination romaine, Osny bénéficie de sa position sur une voie de passage important, la chaussée Jules César, qui traversait le Sud-Est du village. La présence romaine favorise la culture de la vigne en exploitant les coteaux orientés vers le sud et vers l'est[réf. nécessaire].

### Moyen Âge
Au début du IXe siècle, une partie de la seigneurie d'Osny est léguée aux abbayes de Saint-Denis, Saint-Martin de Pontoise et Chelles. Le premier seigneur d'Osny à céder une terre est Guérin Lasne. Raoul Vasleth, seigneur d'Osny et de Génicourt, fait également un don, au diocèse de Rouen. Les seigneurs d'Osny se montrent généreux envers l'Église, ainsi qu'à l'égard d'autres organismes à but non lucratif dont la léproserie Saint-Lazare de Pontoise. Barthélémy d'Osny ainsi que son épouse Aude sont d'ailleurs cités comme bienfaiteurs de cet établissement[réf. nécessaire].
Plusieurs familles se succédent par la suite à Osny, souvent connues à la cour du roi de France. On peut ainsi citer les Rouvray Saint-Simon, mais surtout les Le Sueur. Cette famille, en quelques années, devient l'une des plus riches de la région[réf. nécessaire].

### Temps modernes
À partir de 1500, maître Jacques Le Sueur commence une série d'acquisitions à Osny. Guillaume 1er, seigneur d'Osny, est conseiller du Roi et Maître Ordinaire de la Chambre.
En 1630, Nicolas Le Sueur, époux de Marie Sublet, cousine du secrétaire d'État de Louis XIII, devient maître du domaine. Il est conseiller du roi en son Conseil d'État.
François Sublet de Noyers devient seigneur d'Osny en se mariant à Isabeau Le Sueur, fille de Guillaume Le Sueur et Marie du Bouchet. À la mort de son fils en 1673, le domaine revient à Louis Le Sueur. En 1678, le maréchal de Chamilly devient seigneur d'Osny à la suite de plusieurs acquisitions sur les héritiers Le Sueur.
En 1728, la paroisse d'Osny compte 71 feux soit environ 280 habitants. Le revenu de cette terre se compose de 3 fermes : l'une dans le bas d'Osny, une autre à l'entrée de l'avenue vis à vis du château et la dernière à Immarmont.
Après plusieurs ventes successives à la suite de la mort de ce dernier, en 1715, la seigneurie d'Osny échoit finalement à Antoine de Nicolay en 1719, puis à Jean Aymar, son fils, en 1731. et à Aymar Jean de Nicolaï, marquis de Goussainville, fils de celui-ci, mort le 21 mars 1785.
Le 21 septembre 1785, ses enfants vendent la seigneurie d'Osny à Jean Baptiste de Picot et son gendre, Charles Malo de Lameth. Ce dernier, seigneur d'Osny entreprend la construction du château actuel en 1787.

### Révolution française et Empire
Charles Malo de Lameth, devenu maire du village, meurt en 1832. Son gendre, Scipion de Nicolay, lui succède cette année là comme propriétaire du château d'Osny, et le lègue à son fils, Cypien de Nicolay[réf. nécessaire].
Après l'abdication de Fontainebleau, Osny est occupée, du 16 avril au 15 mai 1814, par un escadron de lanciers de garde impériale russe. Le village est de nouveau occupé après Waterloo entre juillet et novembre 1815.

### Époque contemporaine

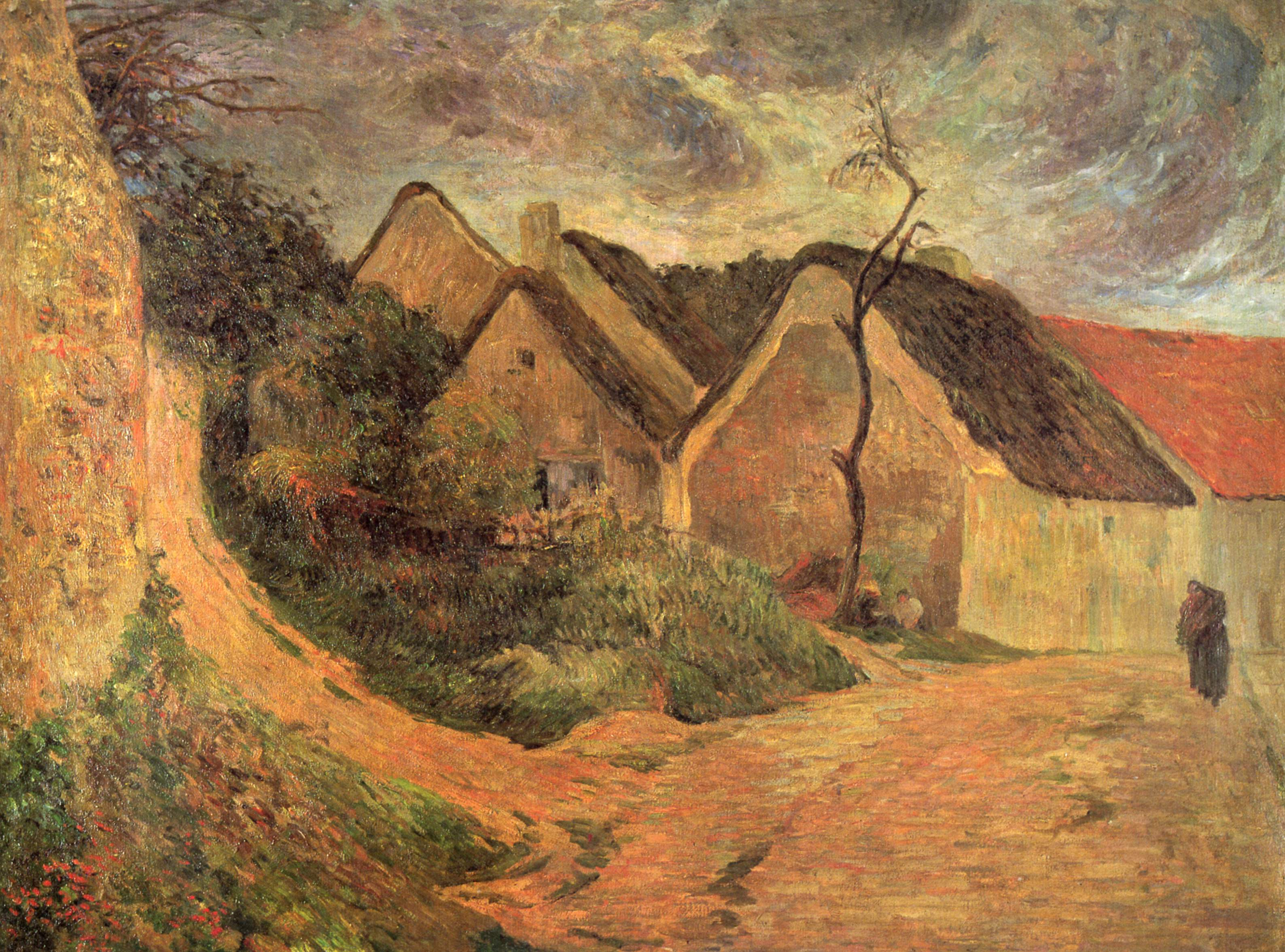
Paul Gauguin (1848 - 1903), Rue du village, Osny, 1883.

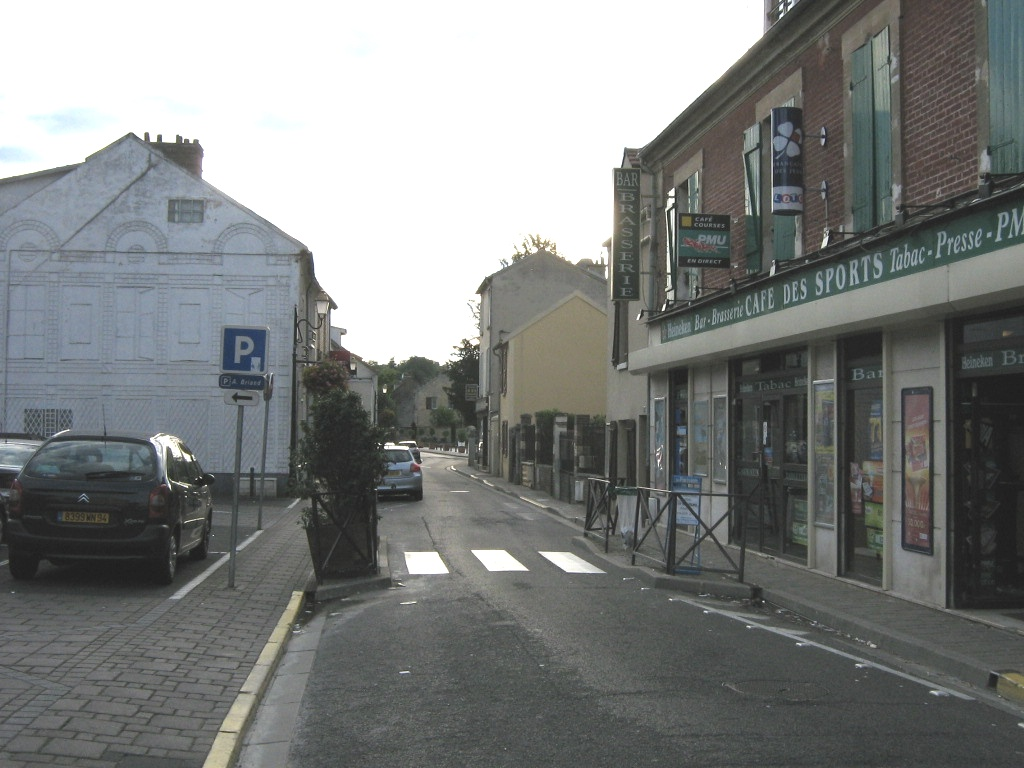
La rue Aristide-Briand aujourd'hui.

Au XIXe siècle, Osny est  un petit village comptant une centaine de maisons.
En 1860, construction de la voie de chemin de fer de Paris à Dieppe et d'une halte désenclave la commune.
À partir de 1860, le confort de ces maisons s'améliore nettement : la surface habitable des logements augmente et les cours extérieures deviennent plus vastes. Les vieux bâtiments en ruine sont remplacés par des constructions neuves. Les matériaux de construction connaissent aussi une amélioration. L'activité agricole dominante est celle des céréales.
L'ouverture de la gare en 1866 contribue à augmenter considérablement la population du village, qui passe ainsi de 495 habitants en 1836 à 677 habitants cette année-là. En effet, sa proximité avec Pontoise et Paris constitue un sérieux atout pour le développement du village, qui perçoit déjà un revenu important du fait de la présence dans la commune de moulins à blé actionnés par moteur hydraulique et utilisés par les habitants des villes de Sartrouville, Houilles, Maisons-Laffitte et L'Isle-Adam.
Mais progressivement, ces moulins sont vendus par leurs propriétaires avant d'être reconvertis. Osny suit ainsi son développement industriel, en produisant notamment des tissus de coton et des sangles ou encore en effectuant la taille de l'acier et le polissage des tonneaux.
Lors du siège de Paris, durant la guerre franco-allemande de 1870, Osny est occupée par les troupes allemandes.
Le 15 août 1875 un orage causa de gros dégâts à Neuville, et dévaste Jouy-le-Moutier, Vauréal, Boisemont, Courdimanche, Osny, Cergy, Puiseux, et Pontoise.
Durant la Première Guerre mondiale, Osny est touchée par des réquisitions, qui consistent en des versements de fourrage, de vivres, de bois et de combustibles. Après la guerre, la ville reçoit le Maréchal Joffre.
La Seconde Guerre mondiale voit l'occupation allemande d'Osny peu après l'armistice du 22 juin 1940.
Madame de Grouchy, propriétaire du château d'Osny, dépose alors plainte pour pillage de la demeure.
Pendant cette guerre, la ville connait deux bombardements, l'un sur le quartier de la Groue et l'autre Immarmont ; les dégâts matériels sont importants.
La Résistance à Osny est représentée par l'abbé Léonard, curé de la ville. Ce dernier n'hésite pas à critiquer publiquement l'occupant le dimanche à la messe par ses sermons endiablés, depuis sa chaire, alors que certains officiers allemands assistent à l'office. La ville est libérée le 30 août 1944.
Depuis les années 1930, le nombre d'habitants à Osny n'a cessé de croître, atteignant plus de 16 000 habitants en 2006. Ceci est dû en particulier à l'essor impressionnant de la ville ces dernières décennies, où bon nombre d'entreprises et d'activités se sont installées sur le territoire de la commune, notamment dans la zone industrielle des Beaux Soleils ainsi que le centre commercial de l'Oseraie, mais aussi en centre-ville, qui a vu de nombreux petits commerces apparaître.
Création du canton d'Osny, par la division du canton de Pontoise, en 1976, qui est supprimé en 1985 après la création du canton de l'Hautil.
Le château de Grouchy est acquis par la municipalité qui y installe les bureaux de sa mairie.

## Politique et administration

### Rattachements administratifs et électoraux
Osny se trouve dans l'arrondissement de Pontoise. Historiquement membre du canton de Cergy-Nord, elle a été rattachée au canton de Cergy-1 dans le cadre du redécoupage cantonal de 2014 en France
La commune fait partie de la juridiction d’instance, de grande instance ainsi que de commerce de Pontoise,. Une maison d'arrêt se situe à Osny et a été mise en service en 1990. Elle remplace l'ancienne prison de Pontoise, considérée comme la plus vétuste de France avant sa fermeture définitive.

### Intercommunalité
La ville est membre de la communauté d'agglomération de Cergy-Pontoise.

### Tendances politiques et résultats
Osny était une commune ancrée à droite, l'évolution de la population nouvelle fait que le vote de droite s’érode.
À l’élection présidentielle de 2007, le premier tour a vu se démarquer nettement en tête Nicolas Sarkozy avec 34,43 %, suivi par Ségolène Royal avec 24,84 %, François Bayrou avec 19,41 %, et Jean-Marie Le Pen avec 9,55 %, puis Olivier Besancenot avec 3,81 %, aucun autre candidat ne dépassant le seuil des 2,5 %. Le second tour a vu arriver largement en tête Nicolas Sarkozy avec 56,28 % (résultat national : 53,06 %) contre 43,72 % pour Ségolène Royal (national : 46,94 %).
À l'élection présidentielle française de 2012, sur 10035 inscrits et 7924 votants, le candidat en tête au premier tour fut François Hollande 28,18 % suivi à quelques voix de Nicolas Sarkozy 28,13 %, Marine Le Pen était à 17,66 %, Jean-Luc Mélenchon 10,51 %, François Bayrou 9,87 %, Nicolas Dupont-Aignan 1,94 %, Eva Joly 1,92 %. Au second tour Nicolas Sarkozy récolta 51,05 % des voix sur François Hollande.
Lors du premier tour des élections municipales de 2014 dans le Val-d'Oise, la liste UMP-UDI menée par le maire sortant Jean-Michel Levesque obtient la majorité absolue des suffrages exprimés, avec 3 158 voix (55,65 %, 26 conseillers municipaux élus dont 5 communautaires), devançant très largement les listes menées respectivement par : 

- Laurent Achite-henni (DVD, 1 344 voix, 23,68 %, 4 conseillers municipaux élus) ; 	

- Pascal-Éric Lalmy (PS-PCF-EELV, 1 172 voix, 20,65 %, 3 conseillers municipaux élus).

Lors de ce scrutin, 44,06 % des électeurs se sont abstenus.
Lors des élections municipales de 2020 dans le Val-d'Oise, la liste menée par le maire sortant Jean-Michel Levesque est la seule candidate et obtient donc la totalité des 1 759 suffrages exprimés. Elle est donc élue en totalité.
Lors de ce scrutin marqué par la pandémie de Covid-19 en France, 80,31 % des électeurs se sont abstenus et 16,749 % des votants ont choisi un bulletin blanc ou nul.

### Liste des maires
| Période         | Période                       | Identité                              | Étiquette               | Qualité |
| --------------- | ----------------------------- | ------------------------------------- | ----------------------- | --- |
| 15 mars 1790    | 1791                          | Jean-Baptiste Subtil                  |                         | Jardinier |
| 1791            | 1792                          | Jean Squeville                        |                         | |
| 1792            | 1794                          | Armand Le Loir                        |                         | Cultivateur et meunier |
| 1794            | 1795                          | Jean-Baptiste Subtil                  |                         | Jardinier |
| 1795            | 1795                          | Pierre Belhague                       |                         | |
| 1795            | 1800                          | Pas de maire (municipalité de canton) |                         | |
| 1800            | 1808                          | Nicaise Noël                          |                         | Ancien agent municipal sous la municipalité de canton                                                                              |
| 1808            | 1809                          | Charles-Malo de Lameth                |                         | |
| 1809            | 1813                          | Scipion de Nicolaï                    |                         | |
| 1813            | 1824                          | Léon-Aimard Rambour                   |                         | |
| 1824            | 1826                          | Jean-Baptiste Pierre                  |                         | |
| 1826            | 1830                          | Scipion de Nicolaï                    |                         | Marquis |
| 1830            | 1832                          | Charles-Malo de Lameth                |                         | Comte |
| 1832            | 1838                          | Scipion de Nicolaï                    |                         | Marquis |
| 1838            | 1873                          | Scipion-Louis de Nicolay              |                         | Marquis, fils du précédent |
| 1873            | 1880                          | Eléonor Legrand                       |                         | Propriétaire |
| 1880            | 1886                          | Bénoni Leduc                          |                         | Cultivateur |
| 1886            | 1891                          | Eléonor Legrand                       |                         | Propriétaire |
| 1891            | 1896                          | Jean-Louis Carbonnier                 |                         | Maraîcher |
| 1896            | 1912                          | François Squeville                    |                         | |
| 1912            | 1920                          | Eugène Ancourt                        |                         | |
| 1920            | 1929                          | Victor Sergent                        |                         | |
| 1929            | 1930                          | Charles Oriot                         |                         | |
| 1930            | 1935                          | Fernand Laurence                      |                         | |
| 1935            | 1945                          | Albert Pelletier                      |                         | |
| 1945            | 1947                          | Marcel Gorce                          | PCF                     | |
| 1947            | 1950                          | Louis Meeus                           |                         | |
| 1950            | 1971                          | Paul Roth                             |                         | |
| 1971            | 2011,                         | Christian Gourmelen                   | UDF-PR puis DL puis UMP | Député du Val-d'Oise (2e circ.) (1993 → 1997) Conseiller général de Cergy-Nord (1985 → 2001) Démissionnaire en octobre 2011        |
| 15 octobre 2011 | En cours (au 16 février 2023) | Jean-Michel Levesque                  | UMP → LR                | Ancien directeur informatique de la maison Hermès Vice-président de la CA Cergy-Pontoise (2014 → ) Réélu pour le mandat 2020-2026, |

### Jumelages
- Cinisi (Italie).

## Équipements et services publics

### Enseignement
- Écoles :
  - Lameth (élémentaire/maternelle)
  - Saint-Exupery (élémentaire)
  - La Ravinière (élémentaire/maternelle)
  - Charcot (maternelle)
  - Immarmont (maternelle/élémentaire)
  - Paul-Roth (maternelle/élémentaire)
  - Les Vignes (maternelle)
  - Yves-Le Guern (anciennement L'Oseraie) (maternelle/élémentaire)
- Collèges :
  - Collège La Bruyère
  - Collège Saint-Stanislas (privé) dans le parc de Busagny
- Lycée polyvalent Paul-Émile-Victor, qui a reçu les visites du ministre de l’Éducation nationale Jean-Michel Blanquer et de la secrétaire d’État chargée de l’Égalité entre les femmes et les hommes Marlène Schiappa le 15 janvier 2018[30], puis de l'ancien président de la République François Hollande le 9 avril 2019[31]
- Institut de formation par alternance Adolphe-Chauvin
- Lycée professionnel de la Communication et des Industries Graphiques (privé) (dans le parc de Busagny)

La ville abrite par ailleurs le siège de l'inspection académique du Val-d'Oise.

### Santé
Osny compte un pôle de Santé comprenant le CHP Sainte-Marie (clinique privée avec service d'urgences), le Centre Ophtalmologique du Val d'Oise, un centre d'imagerie médicale, un centre de radiothérapie et d'oncologie médicale, un laboratoire d'analyses biologiques, un centre de psychothérapie, une maison médicale accueillant des médecins spécialistes, une clinique de Soins de Suite et de Réadaptation (SSR) ainsi que deux résidences médicalisées pour seniors.[réf. nécessaire]

### Justice, sécurité, secours et défense
- Maison d'arrêt du Val-d'Oise

## Population et société

### Démographie
L'évolution du nombre d'habitants est connue à travers les recensements de la population effectués dans la commune depuis 1793. Pour les communes de plus de 10 000 habitants les recensements ont lieu chaque année à la suite d'une enquête par sondage auprès d'un échantillon d'adresses représentant 8 % de leurs logements, contrairement aux autres communes qui ont un recensement réel tous les cinq ans,.

En 2022, la commune comptait 17 471 habitants, en évolution de +3,57 % par rapport à 2016 (Val-d'Oise : +4 %, France hors Mayotte : +2,11 %).
| 1793 | 1800 | 1806 | 1821 | 1831 | 1836 | 1841 | 1846 | 1851 |
| ---- | ---- | ---- | ---- | ---- | ---- | ---- | ---- | ---- |
| 422  | 426  | 455  | 479  | 482  | 495  | 495  | 497  | 471  |

| 1856 | 1861 | 1866 | 1872 | 1876 | 1881 | 1886 | 1891 | 1896 |
| ---- | ---- | ---- | ---- | ---- | ---- | ---- | ---- | ---- |
| 462  | 467  | 677  | 506  | 473  | 428  | 445  | 450  | 488  |

| 1901 | 1906 | 1911 | 1921 | 1926 | 1931 | 1936  | 1946  | 1954  |
| ---- | ---- | ---- | ---- | ---- | ---- | ----- | ----- | ----- |
| 512  | 522  | 627  | 518  | 585  | 672  | 1 152 | 1 516 | 2 226 |

| 1962  | 1968  | 1975  | 1982   | 1990   | 1999   | 2006   | 2011   | 2016   |
| ----- | ----- | ----- | ------ | ------ | ------ | ------ | ------ | ------ |
| 2 738 | 3 905 | 7 195 | 10 736 | 12 195 | 14 309 | 15 996 | 16 333 | 16 869 |

| 2021   | 2022   | - | - | - | - | - | - | - |
| ------ | ------ | - | - | - | - | - | - | - |
| 17 277 | 17 471 | - | - | - | - | - | - | - |

### Manifestations culturelles et festivités
Depuis 2009, huit salles de cérémonie de la mairie abritent, tous les ans le « Salon du Val de Viosne » qui a lieu en début novembre.

## Économie
- Zone commerciale régionale de L'Oseraie
- Zone commercial de la Croix Saint-Siméon, limitrophe de la commune de Pontoise
- Zone d'activité des Beaux Soleils

## Culture locale et patrimoine

### Lieux et monuments
Osny compte cinq monuments historiques sur son territoire, le château, son parc à fabriques et son colombier étant protégés par le même arrêté.
- Église Saint-Pierre-aux-Liens, rue Aristide-Briand (clocher inscrit monument historique par arrêté du 16 juin 1926, chœur inscrit en 1948[36]) : elle date en partie du XIIIe siècle et succède à une ancienne chapelle romane du XIe siècle dont les vestiges peuvent se retrouver dans la construction actuelle ; ils constituent le croisillon nord du sanctuaire actuel. 
La croisée du transept, en même temps base du clocher central, conserve à ses quatre extrémités des colonnes aux chapiteaux romans.
Le clocher est caractéristique de la transition du roman vers le gothique. Ses deux hautes baies abat-son en arc brisé par face sont cantonnées de colonnes à chapiteaux et surmontées d'un tore. Des colonnes à chapiteaux ornent également les quatre angles du clocher, coincées entre les contreforts. Hormis ces éléments, seul une partie du chœur est ancien. En effet, ce dernier est reconstruit en 1895, et la nef est entièrement remplacée en même temps. 
L'église actuelle se compose d'une nef aveugle de quatre travées avec des bas-côtés, d'un transept, d'un chœur au chevet plat de deux travées, flanqué de deux chapelles latérales d'une seule travée[37].
- Château de Grouchy, actuelle mairie, rue William-Thornley (inscrit monument historique en  1990[38]) : Construit au XVIIIe siècle, il trouve vraisemblablement ses origines au Xe siècle. 
Le bâtiment de style classique comporte deux étages. Le corps de logis central porte sur onze travées ; il est flanqué de deux pavillons de trois travées aux extrémités, qui offrent un fronton vers la façade principale.
Les baies du rez-de-chaussée sont des portes-fenêtres plein cintre ; les autres baies sont rectangulaires.
La façade très austère n'est ornée que par des bossages, des chaînages d'angle très soulignés sur les deux pavillons, et des simples corniches de corbeaux en haut des murs. 
Propriété municipale depuis 1987, le château abrite l'hôtel de ville, une galerie de peintures, l'espace William-Thornley exposant des œuvres de cet artiste-peintre, ainsi que le musée départemental des sapeurs-pompiers du Val-d'Oise[39].
Ce dernier présente véhicules, pompes attelées ou à bras, mannequins en tenue de 1830 à 1976, casques, médailles et autres matériels rappelant l'évolution des moyens d'intervention des hommes du feu[37].
- Parc de Grouchy, rue William-Thornley : propriété municipale, il est accessible à tous, et offre un espace privilégié de détente, de loisirs et de promenade.
Bien que dévasté par les bombardements alliés du 6 février 1944, du fait que le château appartenait à l'Entr'aide française, le parc conserve plusieurs fabriques de jardin. La plus remarquable est un péristyle rond reposant sur sept colonnes, baptisé temple d'Amour. Au milieu, trône la copie d'une statue de Christophe-Gabriel Allegrain, représentant une nymphe sortant du bain. L'original est au musée du Louvre.
Le parc abrite également une glacière de 8 m de profondeur et un petit pavillon de chasse, dans le même style que le château[37].
- Colombier du château : il a été aménagé dans une tour du Xe siècle, qui était probablement le donjon du château féodal. Les vestiges de ce dernier sont encore visibles sur place.
La terrasse avec son jardin est le vestige d'une galerie du XIVe siècle, destinée à faire communiquer avec le parc et la tour les anciens appartements du premier étage[37].
- Colonne de Réal, au carrefour rue des Marines / chemin de la Colonne (inscrite monument historique par arrêté du 27 janvier 1948[40]) : Dite aussi pyramide des Lameth, c'est en réalité un obélisque érigé par Charles-Malo de Lameth en l'honneur de ses neveux Alfred et Adolphe de Lameth, et Malo de Montozon, morts en jeune âge lors des guerres napoléoniennes[37].

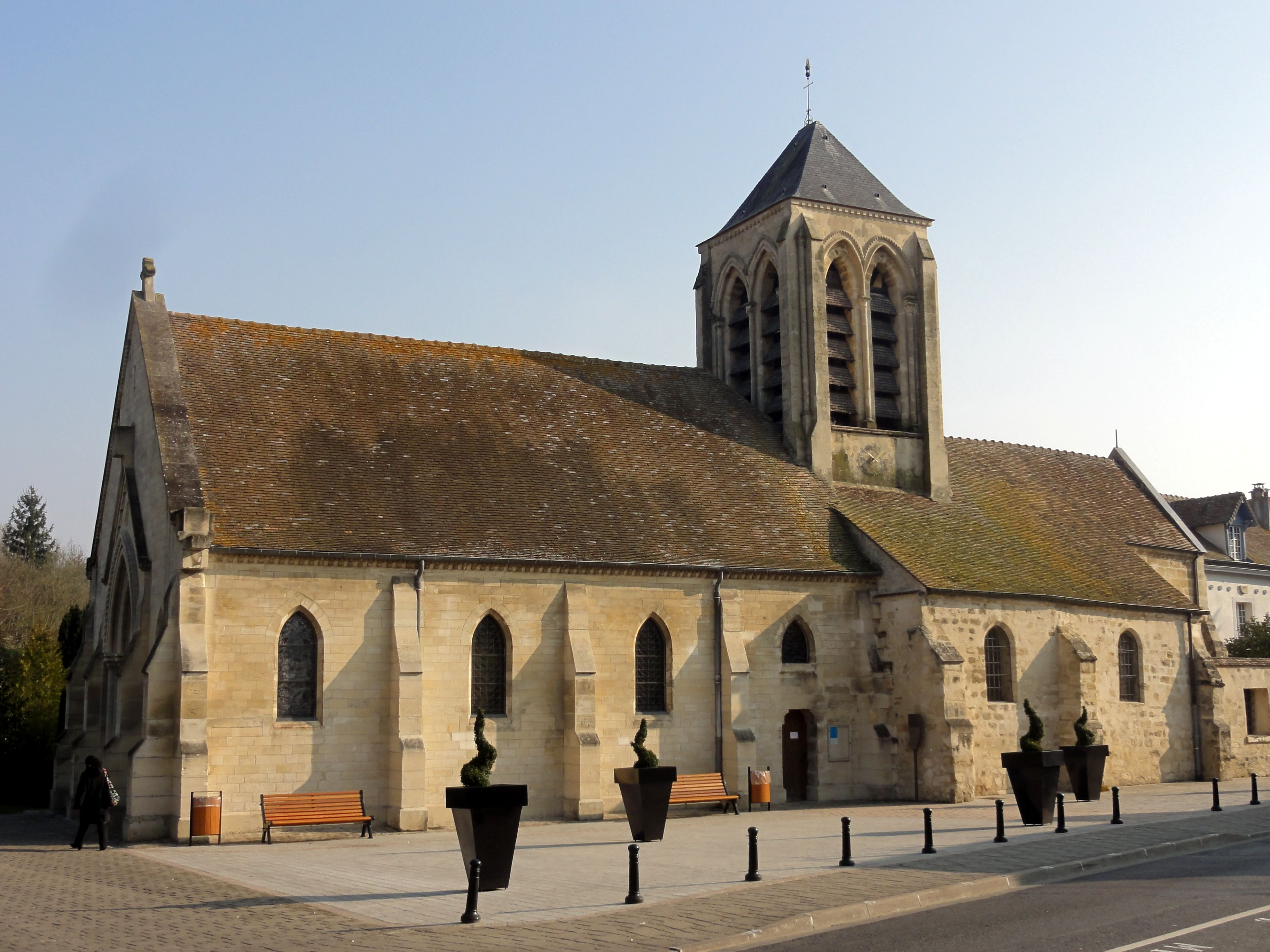
l'Église Saint-Pierre-aux-Liens.
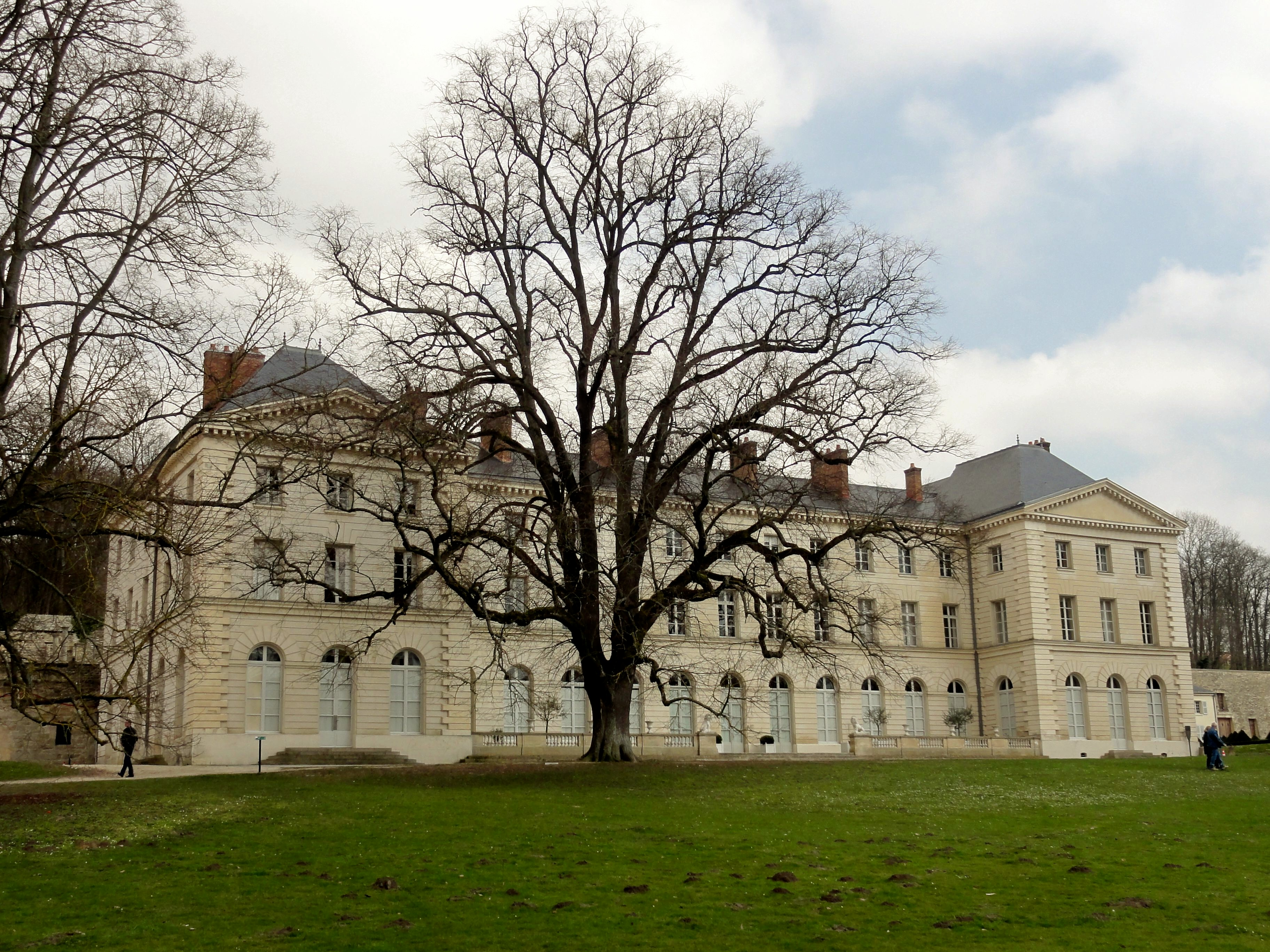
Le Château de Grouchy, façade Ouest vu du parc.
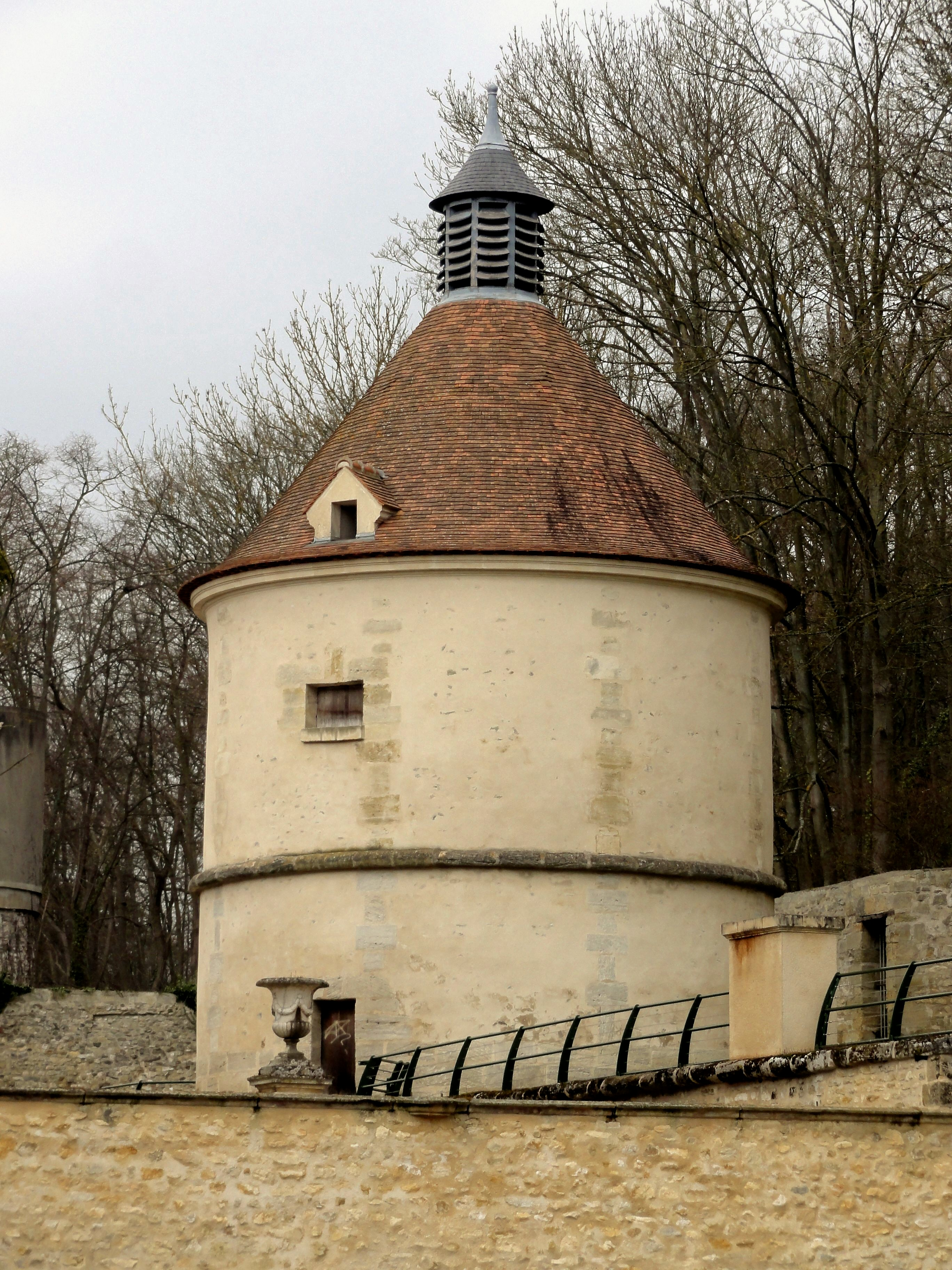
Le Colombier du château.
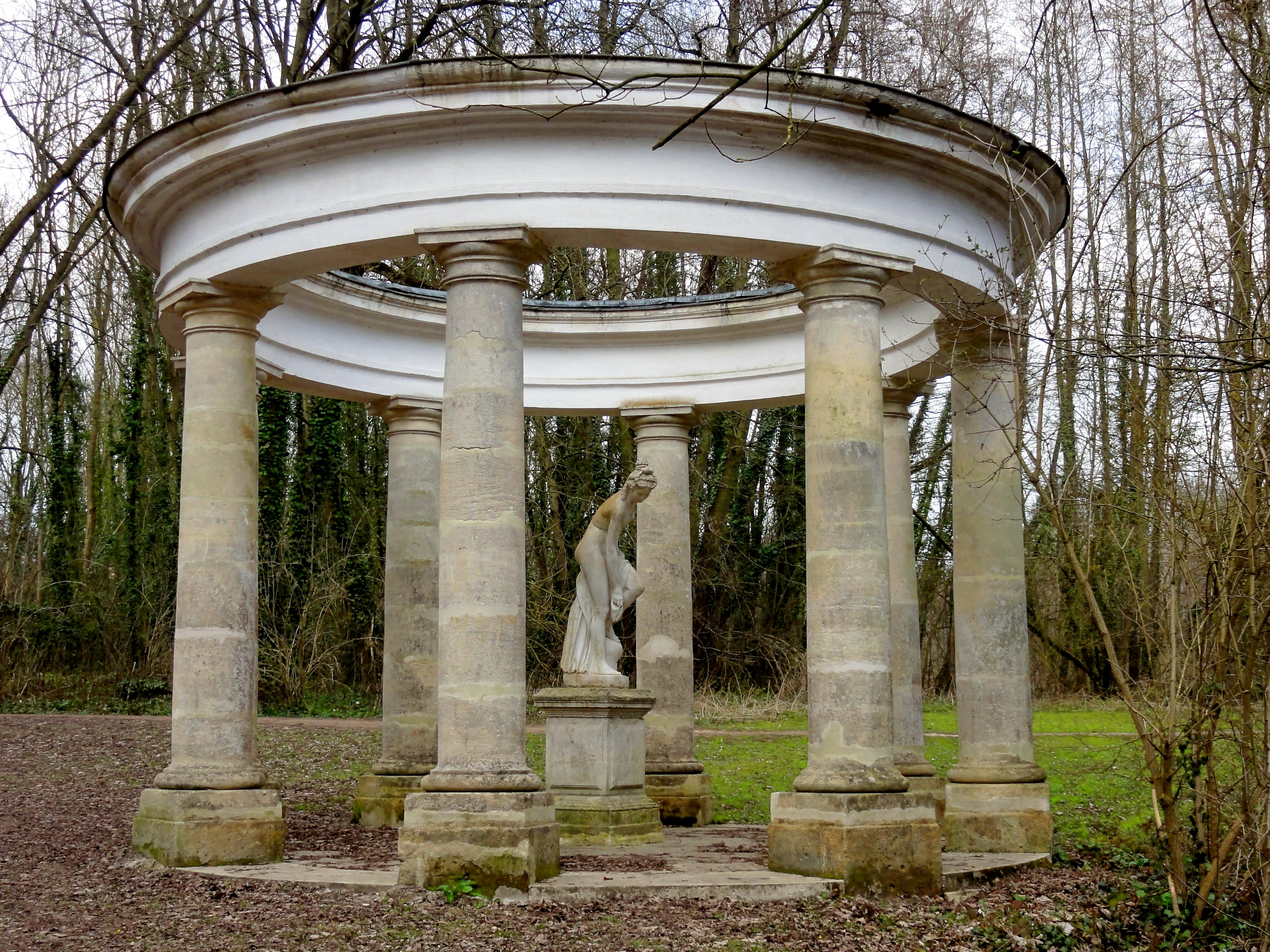
Temple d'Amour dans le parc.
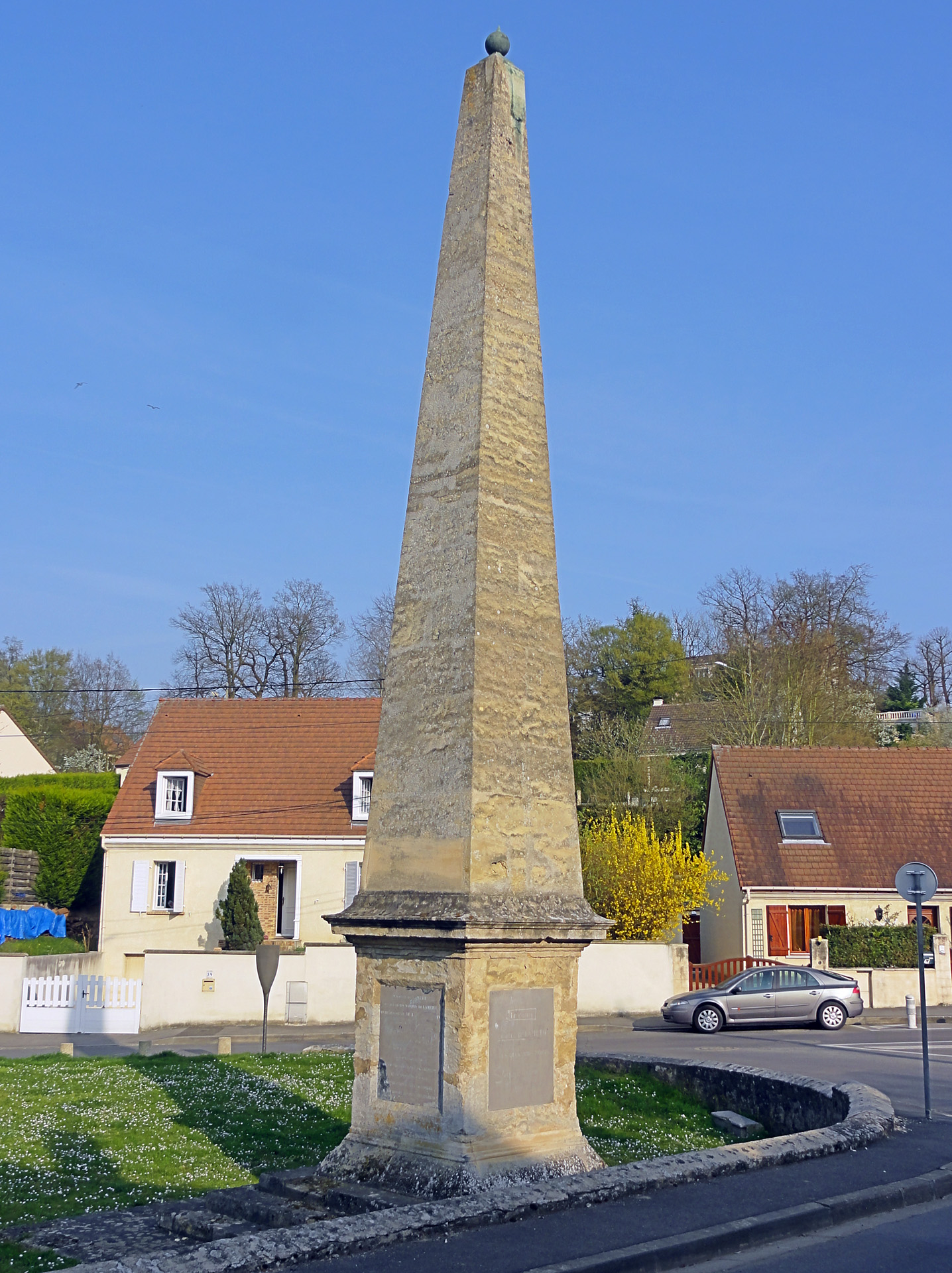
La Colonne de Réal.

On peut également signaler :
- Château de Busagny, actuel collège Saint-Stanislas, rue des Pâtis : il remonte au début du XVIIe siècle et a vu se dérouler une partie de l'affaire Marie Lafarge au XIXe siècle. L'édifice actuel date de l'époque du Directoire.
- Moulin d'Ars, rue Henri-Léchauguette : la roue à aubes de ce moulin à eau de la fin du XVIIe siècle a été remise en état de fonctionnement par l'actuel propriétaire. Le moulin a laissé son nom à un quartier d'Osny, devenu Moulinars puis Moulinard[37].
- La partie rurale est encore présente avec le hameau d'Immarmont, la rue Aristide-Briand anciennement Grand' Rue, rue centrale du village, et les vieux bâtiments de la rue des Pâtis menant à Pontoise[41].

### Osny dans les beaux-arts

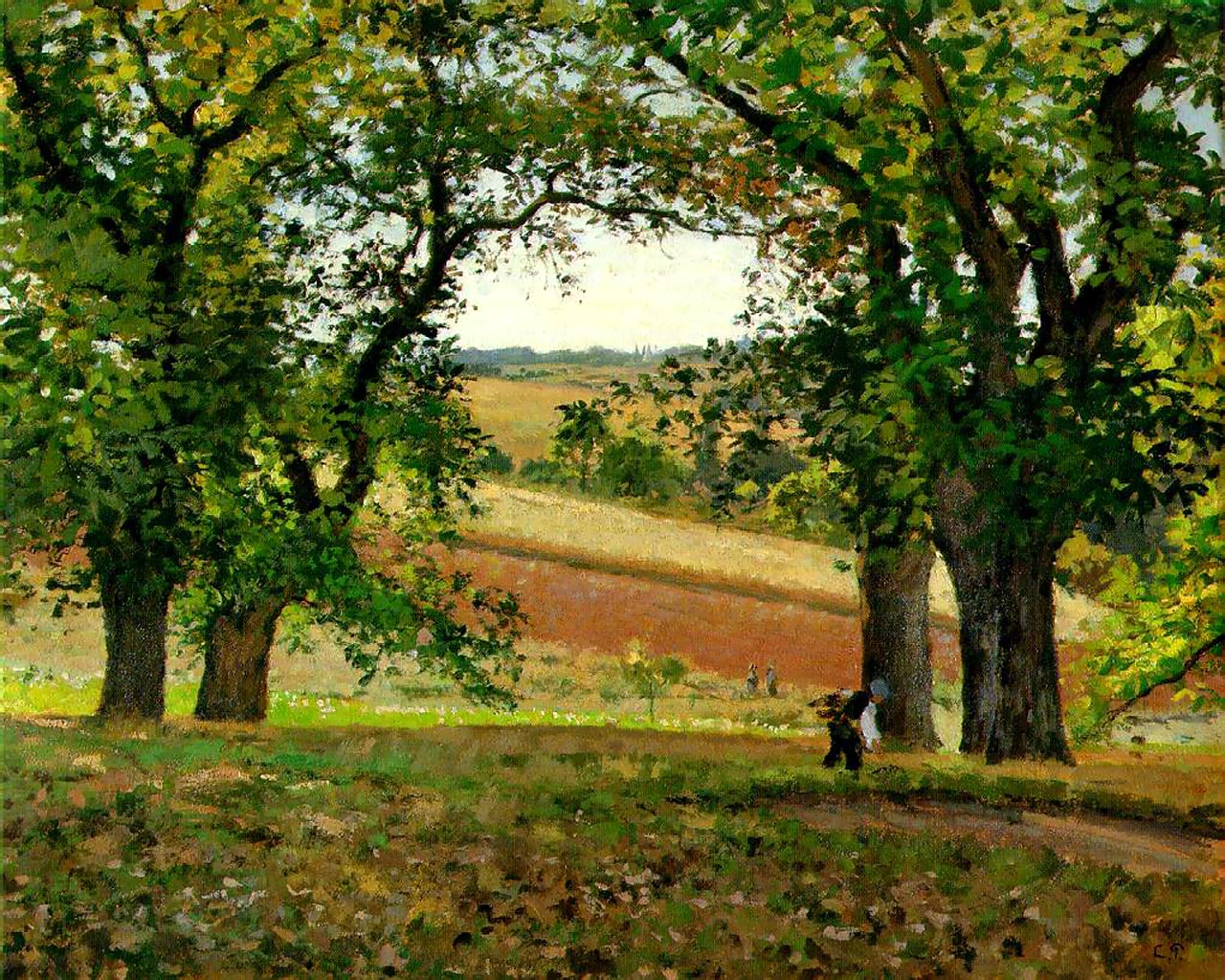
Camille Pissarro, 1830-1903, Les Chataîgniers à Osny, 1873.

Osny est un des lieux peints par Camille Pissarro qui y vécut en 1883 et 1884 et représenta la commune dans au moins soixante-dix-huit toiles, ainsi que d'autres peintres impressionnistes ou post-impressionnistes tels Paul Gauguin, Paul Cézanne, Alexandre René Véron, William Thornley ou encore Victor Le Baube.

### Personnalités liées à la commune
- Edmond About (1828-1885) écrivain, journaliste et critique d'art français, membre de l’Académie française, vécu au château de Grouchy[42]
- Christian Léon (1948-1980), pilote de vitesse moto et d'endurance moto, est né et a vécu à Osny.
- Camille Pissarro (1830-1903), peintre impressionniste puis néo-impressionniste franco-danois, vécu à Osny.
- Victor Le Baube (1859 - 1933), artiste peintre, s'installa et vécut à Osny de 1897 à sa mort.
- Georges William Thornley (1857-1935), artiste peintre, installa son atelier à Osny en 1892.

### Héraldique
| Blason de Osny | Blason  | D'azur à l'aulne fruité d'or issant d'un nid du même posé sur des ondes d'argent mouvant de la pointe, une levrette courante du même au collier de gueules bordé et bouclé aussi d'or, brochant sur le fût de l'arbre ; au chef aussi d'azur semé de fleurs de lys d'or brisé d'un lambel d'hermine ; le chef soutenu d'une devise d'argent. |
| Blason de Osny | Détails | Il s'agit d' Armes parlantes (rébus : Aulne - nid). Le statut officiel du blason reste à déterminer. |